# Tetrastichinae
Tetrastichinae (лат.) — подсемейство мелких хальциноидных наездников из семейства Eulophidae. Встречаются повсеместно. Около 1650 видов и 100 родов, в Европе около 500 видов. В Неарктике 212 видов и 42 рода. В России около 200 видов из 13 родов.

## Описание
Мелкие наездники-эвлофиды, длина 1-2 мм. Передние крылья без постмаргинальной жилки. Щит среднеспинки как правило имеет срединную продольную линию. Жвалы 3-зубчатые. Усики 12-члениковые (булава из 3 члеников, жгутик из 4 сегментов, аннелюс из 3 сегментов). Нижнечелюстные и нижнегубные щупики состоят из 1 членика. Паразитируют на яйцах, личинках и куколках различных беспозвоночных (экто- и эндопаразитоиды): их хозяева обнаружены в 100 семействах из 10 отрядов насекомых, а также среди пауков, клещей и даже круглых червей. Примерно треть видов паразитируют на галлообразователях (в основном на галлицах).
- Список родов: Aceratoneura — Aceratoneuromyia — Agmostigma — Anaprostocetus — Apotetrastichus — Aprostocetus — Aprostoporoides — Apterastichus — Arachnoobius — Aranobroter — Arastichus — Awara — Baryscapus — Benoitius — Careostrix — Ceratoneura — Ceratoneuronella — Ceratoneuropsis — Chaenotetrastichus — Chouioia — Chytrolestes — Cirrospilopsis — Citrostichus — Comastichus — Crataepus — Cryptastichus — Cucarastichus — Dapsilothrix — Dubiostalon — Dzhanokmenia[6][7] — Enneastichus — Epichrysocharis — Eriastichus — Euceratoneura — Eulophoscotolinx — Exalarius — Exastichus — Galeopsomyia — Gallastichus — Gasterichus — Gautamiella — Goethella — Gyrolasomyia — Hadranellus[8] — Hadrotrichodes — Henryana — Holcotetrastichus — Iniostichus — Kocaagizus — Kocourekia — Kolopterna — Kostjukovius — Lasalleola — Leprosa — Leptocybe — Lisseurytomella — Megaceratoneura — Melittobia — Mesofrons — Mestocharella — Minotetrastichus — Mischotetrastichus — Moona[9] — Narendrania — Neoaceratoneura — Neogasterichus — Neohyperteles — Neomestocharella — Neotrichoporoides — Nesolynx — Oncastichus — Oomyzus — Oxypracetus — Palmistichus — Parachrysocharis — Paragaleopsomyia — Paraspalangia — Paratetrastichus — Pasohstichus — Peckelachertus — Pentastichus — Petalidion — Phymastichus — Planotetrastichus — Pracetus — Pronotalia — Puklina — Quadrastichodella — Quadrastichus — Selitrichodes — Sigmoepilachna — Sigmophora — Sphenolepis — Stepanovia — Stipecarinata — Styotrichia — Tachinobia — Tamarixia — Tetrasta — Tetrastichomphale — Tetrastichomyia — Tetrastichus — Thripastichus — Thymus — Xenaprostocetus — Zhijilingia[10]